# أم معبد
أم معبد عاتكة بنت خالد بن منقذ بن ربيعة بن أصرم الخزاعية صحابية استضافت النبي محمد في خيمتها أثناء رحلة هجرته من مكة إلى يثرب.

## معجزة الشاة
يقول حبيش بن خالد صاحب رسول الله أن النبي محمد ﷺ حين خرج من مكة إلى المدينة مهاجرًا هو وأبو بكر ومولى أبي بكر عامر بن فهيرة ودليلهما الليثي عبد الله بن الأريقط مروا على خيمة أم معبد الخزاعية فسألوها لحمًا وتمرًا ليشتروه منها، فلم يجدوا عندها شيئًا من ذلك، وكان القوم متعبين، فنظر النبي محمد ﷺ إلى شاة في طرف الخيمة وسأل: «ما هذه الشاة يا أم معبد؟».
قالت: شاة خلفها الجهد عن الغنم (أي هزيلة). فقال: «هل بها من لبن». قالت: هي أجهد من ذلك، قال: «أتأذنين لي أن أحلبها». قالت: نعم بأبي أنت وأمي، إن رأيت بها حلبًا فاحلبها، فدعا بها رسول الله ووضع يده على ظهرها وسمى الله ثم دعا بالبركة، فامتلأ ضرعها لبنًا، فشرب هو وأصحابه ثم أراحوا ثم حلب ثانيًا فيها بعد ذلك حتى ملأ الإناء، ثم غادره عندها وبايعها وارتحلوا عنها.

## إسلامها وإسلام زوجها
لما عاد زوجها، تعجّب من وجود اللبن، فأخبرته الخبر، فسألها أن تصفه النبي محمد، فقالت:
«رأيت رجلاً ظاهر الوضاءة، مبتلج الوجه(1) حسن الخلق، لم تعبه ثجلة(2) ولم تزر به صعلة(3) وسيم قسيم، في عينيه دعج، وفي أشفاره وطف،(4) وفي صوته صحل(5) أحور أكحل أرج أقرن شديد سواد الشعر، في عنقه سطح(6) وفي لحيته كثافة،(7) إذا صمت فعليه الوقار, وإذا تكلم سما وعلاه البهاء، وكأن منطقه خرزات نظم يتحدرن، حلو المنطق فصل لا نذر ولا هذر.(8) أجهر الناس وأجملهم من بعيد، وأحلاهم وأحسنهم من قريب، ربعة(9) لا تشنؤه من طول(10) ولا تقتحمه عين من قصر،(11) غصن بين غصنين، فهو أنضر الثلاثة منظرًا، وأحسنهم قدرًا له رفقاء يخصون به، إذا قال استمعوا لقوله، وإذا أمر تبادروا إلى أمره، محفود،(12) محشود(13) لا عابث ولا منفذ.(14)»
فقال أبو معبد: «هو والله صاحب قريش الذي ذكر لنا من أمره ما ذكر بمكة، ولقد هممت أن أصحبه ولأفعلن إن وجدت إلى ذلك سبيلاً». وقد هاجرت بعد ذلك أم معبد وزوجها إلى يثرب، وأسلما. ولها رواية حديث عن النبي محمد.

## هوامش
- 1 مبتلج الوجه: مشرق الوجه.
- 2 لم تعبه ثجلة: ليس فيه ضخامة بطن.
- 3 لم تزر به صعلة: لم يشنه صغر الرأس.
- 4 في أشفاره وطف: طويل شعر الأجفان.
- 5 في صوته صحل: رخيم الصوت.
- 6 في عنقه سطح: ارتفاع وطول.
- 7 في لحيته كثافة: أي اجتمع وكَثُف وكثُر وتجعّد شعر لحيته في غير طول ولا دقّة: أي كثَّت لحيتُه.
- 8 حلو المنطق فصل لا نذر ولا هذر: لا عي فيه ولا ثرثرة في كلامه.
- 9 ربعة: وسط ما بين الطول والقصر.
- 10 لا تشنؤه: لا تبغضه.
- 11 لا تقتحمه عين من قصر: لا تحتقره لقصره.
- 12 محفود: يسرع أصحابه في طاعته.
- 13 محشود: يحتشد الناس حوله.
- 14 لا عابث ولا منفذ: غير مخزف في الكلام.